# Chris Dobson
Christopher Martin Dobson (Rinteln, 8 de octubre de 1949-Londres, 8 de septiembre de 2019) fue un químico británico que se desempeñó como profesor John Humphrey Plummer de Química y Biología Estructural en el Departamento de Química de la Universidad de Cambridge y maestro del St John's College. 

## Primeros años
Nació el 8 de octubre de 1949 en Rinteln, Alemania, donde su padre, Arthur Dobson, fue comisionado como oficial. Tanto Arthur Dobson como la madre de Christopher Dobson, Mabel Dobson (de soltera Pollard), eran originarios de Bradford en Yorkshire y habían dejado la escuela a los 14 años. Tenía dos hermanos mayores, Graham y Gillian. Debido a los puestos de su padre, también vivió en Lagos, Nigeria.
Asistió a Hereford Cathedral Junior School y luego en Abingdon School desde 1960 hasta 1967. Completó una maestría en artes y un doctorado en filosofía en la Universidad de Oxford, donde fue estudiante del Keble College y el Merton College.

## Carrera
Su investigación se centró en gran medida en el plegamiento y mal plegamiento de proteínas, y su asociación con trastornos médicos, en particular la enfermedad de Alzheimer y la enfermedad de Parkinson. Aplicando técnicas químicas y biofísicas, investigó los vínculos entre la estructura, función y enfermedad de las proteínas.
Es bien conocido por su descubrimiento fortuito de que las proteínas ordinarias pueden plegarse mal y agregarse para formar estructuras amiloides.

"Un postdoctorado que dejó su muestra de una proteína desplegada en un espectrómetro de RMN [resonancia magnética nuclear] durante un largo fin de semana descubrió, a su regreso, que se había convertido en un gel. Teníamos curiosidad por este fenómeno y descubrimos que el tubo de RMN estaba lleno de fibrillas de amiloide que entonces pensábamos que estaban asociadas sólo con enfermedades".
Christopher M. Dobson

Fue autor y coautor de más de 800 artículos y artículos de revisión, incluidos 38 en Nature, Science y Cell, que han sido citados más de 100.000 veces. En 2019 su posición en el índice H es de 153.
Obtuvo becas de investigación en el Merton College y luego en el Linacre College, antes de trabajar en la Universidad de Harvard. Regresó a Oxford en 1980 como miembro del Lady Margaret Hall y como profesor universitario de química, recibiendo posteriormente ascensos a lector y luego profesor de química en 1996.
Se trasladó a la Universidad de Cambridge en 2001 como profesor John Humphrey Plummer de biología química y estructural. En 2007, se convirtió en Maestro del St John's College de la Universidad de Cambridge cargo que ocupó hasta su fallecimiento en septiembre de 2019.
En 2012, fundó el Centro de Cambridge para Enfermedades Mal Plegadas, que actualmente tiene su sede en el edificio de Química de la Salud del Departamento de Química de la Universidad de Cambridge.
En 2016, cofundó Wren Therapeutics, una nueva empresa de biotecnología cuya misión es encontrar nuevas terapias para la enfermedad de Alzheimer.

### Premios y honores
Fue nombrado caballero en los Honores del Cumpleaños de la Reina de 2018 por sus contribuciones a la ciencia y la educación superior. En 2009, recibió la Medalla Real de la Royal Society "por sus destacadas contribuciones a la comprensión de los mecanismos del plegamiento y mal plegamiento de proteínas, y las implicaciones para las enfermedades", y en 2014 recibió el Premio Heineken de Bioquímica y Biofísica y el Premio Internacional Feltrinelli de Medicina. Fue elegido miembro de la Royal Society (FRS) en 1996.

### Tutoría
Fue mentor y supervisó a muchos estudiantes de doctorado e investigadores postdoctorales notables, muchos de los cuales se convirtieron en expertos de renombre en su propio campo. Éstas incluyen:
- Carol V. Robinson en la Universidad de Oxford[11]
- Sheena E. Radford en la Universidad de Leeds[12]
- Cait MacPhee en la Universidad de Edimburgo[13]
- Clare Grey en la Universidad de Cambridge[14]
- Brenda A. Schulman en el Instituto Max Planck de Bioquímica en Alemania[15]
- Michele Vendruscolo en la Universidad de Cambridge[16][17]
- Fabrizio Chiti en la Universidad de Florencia[18][19]

## Vida personal
Conoció a su esposa, la Dra. Mary Dobson (de soltera Schove) en el Merton College de la Universidad de Oxford. Tuvieron dos hijos, Richard y William. Falleció el 8 de septiembre de 2019, por causa de cáncer, en el Royal Marsden Hospital de Sutton,  cerca de Surrey.